# The Reaping
The Reaping (Prueba de fe en Hispanoamérica, La cosecha en España) es una película estadounidense de terror de 2007, basada en las diez plagas de Egipto, dirigida por Stephen Hopkins.

## Argumento
Katherine Winter (Hilary Swank), es una profesora universitaria, especializada en descubrir las causas científicas de los supuestos milagros. Tras volver de una expedición a una inexistente versión semisalvaje de la moderna ciudad de Concepción, Chile, donde descubre, junto a su ayudante Ben (Idris Elba), que el verdadero origen del milagro es un almacén subterráneo de sustancias radioactivas, es reclamada por Doug (David Morrissey), un profesor de ciencias del instituto de una pequeña localidad llamada Haven. El río que pasa por este pueblo se ha teñido completamente de rojo oscuro. Y la población entera acusa de ello a una niña, Loren McConnell (AnnaSophia Robb), hija ilegítima de un predicador, que vive con su familia en los pantanos aislados del resto del mundo. Todo el mundo cree que el suceso con el río tiene relación con la muerte del hermano de Loren, Brody, fallecido en extrañas circunstancias.
Katherine, que perdió la fe tras el asesinato de su marido y su hija, está determinada a encontrar un origen natural al suceso. Sin embargo, las plagas continúan sucediéndose: llueven ranas, una plaga de moscas acaba con la comida, muere el ganado, todos los niños se infectan con piojos, etcétera. Esto hace que, poco a poco, Katherine vaya recuperando su devoción, a la vez que se da cuenta de lo que realmente esconde el pueblo de Heaven.

## Reparto
| Actor           | Papel            |
| --------------- | ---------------- |
| Hilary Swank    | Katherine Winter |
| David Morrissey | Doug             |
| Idris Elba      | Ben              |
| AnnaSophia Robb | Loren McConnell  |
| Stephen Rea     | Padre Costigan   |

## Controversia
Jacqueline Van Rysselberghe, alcaldesa de Concepción, Chile, objetó formalmente a los productores que la descripción que se hace en ella de la ciudad al principio de la película. Hizo hincapié en que Concepción es una ciudad bastante desarrollada, industrial, y con varias universidades y no la subdesarrollada ciudad tropical que se ve.

## Curiosidades
- Las plagas que aparecen en la película están desordenadas respecto a las plagas de Egipto descritas en el Éxodo. Este es el orden en el que aparecen en la película, y entre paréntesis el orden original: sangre, ranas, moscas (4), enfermedad (5), piojos (3), Forúnculos, langostas (8), oscuridad (9), fuego (7) y la muerte de los primogénitos.